# فيليس يونغ
فيليس يونغ (بالإنجليزية: Phyllis Young)‏ هي عالمة بيئة أمريكية، ولدت في 1949 في Standing Rock Indian Reservation ‏ في الولايات المتحدة.